# Galneryus
Galneryus (ガルネリウス, Garuneriusu) est un groupe de power metal et metal néo-classique japonais, originaire d'Osaka. L’histoire de ce groupe débute en 2001 avec Syu (guitare) et Yama-B (chant), à la suite de leur rencontre.

## Biographie

### Débuts (2001–2002)
L’histoire de ce groupe débute en 2001 avec Syu (guitare) et Yama-B (chant), à la suite de leur rencontre,. Tous deux vétérans de la scène métal, ils ont formé Galneryus avec l'intention « d'exprimer à la fois leurs goûts musicaux et leurs idées », ils recherchent ensuite d'autres musiciens pour compléter le groupe. 
Après avoir joué avec d'autres groupes comme Fairy Mirror, Mephistopheles, Galactica Phantom, Mastermind, et Concerto Moon, Galneryus retourne en studio pour enregistrer un deuxième EP, Rebel Flag, publié au label indépendant Iron Shock en août 2002. L'EP fait participer Shôgo Himuro à la basse, Toshihiro Yui à la batterie, et Yoshinori Kataoka aux claviers (replacing A).
Après cet EP, le groupe tourne encore plus. En 2003, ils sont invités à jouer au Melodic Metal Festival au Japon avec le groupe suédois Dragonland, et le groupe australien Dungeon.
Galneryus est aussi invité à jouer sur deux compilations de metal avec d'autres groupes comme Masaki Project, Saber Tiger, et Mephistopheles. Galneryus joue la chanson Black Diamond (une reprise de la chanson homonyme du groupe de power metal finlandais Stratovarius) sur la compilation Stand Proud! III, et joue la chanson Soldier of Fortune (une reprise du groupe japonais Loudness) sur la compilation Japanese Heavy Metal Tribute Tamashii II. Pour ces chansons, ils font participer Toshihiro Yui à la batterie, Yusuke à la basse, et Yuhki aux claviers. Les deux compilations sont publiées en décembre 2002 chez Iron Shock et distribuées par le label VAP.

### Popularité (2003–2007)

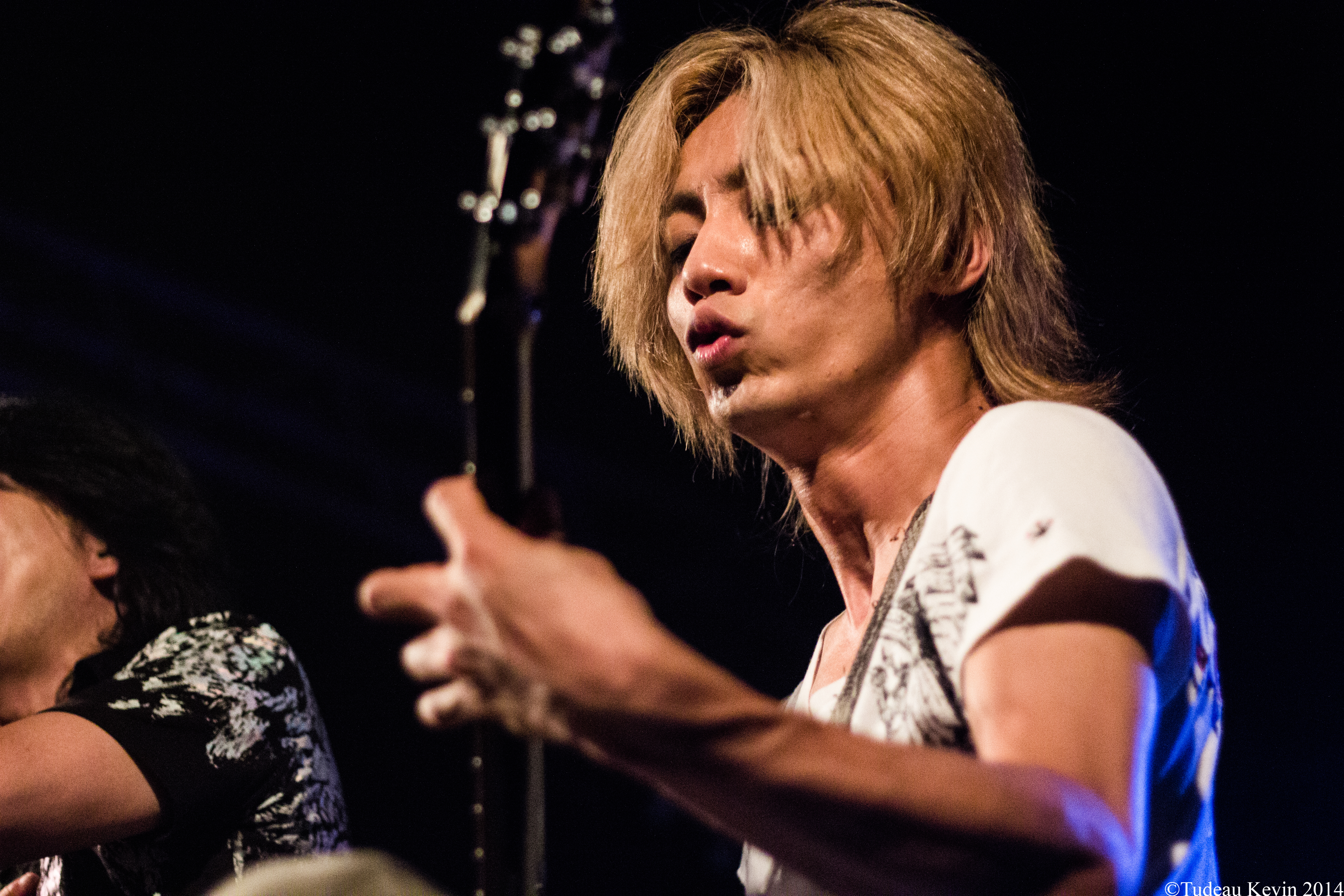
Syu en 2014.

En octobre 2003, VAP rejoint Galneryus. Dès lors, le groupe se met à écrire et enregistrer son premier album complet The Flag of Punishment, qui contient cinq chansons EP réécrites et réenregistrées qui sont illustrées par le célèbre artiste de Final Fantasy, Yoshitaka Amano. À ce moment, Galneryus cesse de faire appel à des membres temporaires et recrute de façon permanente Tsui à la basse, Yuhki aux claviers et Jun-ichi à la batterie. 
En 2007, après la tournée Rebirth, Tsui quitte Galneryus et Yu-To (rebaptisé Leda de Deluhi) se joint à la basse. Le groupe publie peu après son sixième album One for All - All for One le 22 août 2007. Le 27 octobre 2007, ils publient leur premier album de reprises, intitulé Voices from the Past. Galneryus est mis en ligne sur l'iTunes Store, et est donc disponible à l'international.

### Resurrection(2008–2010)

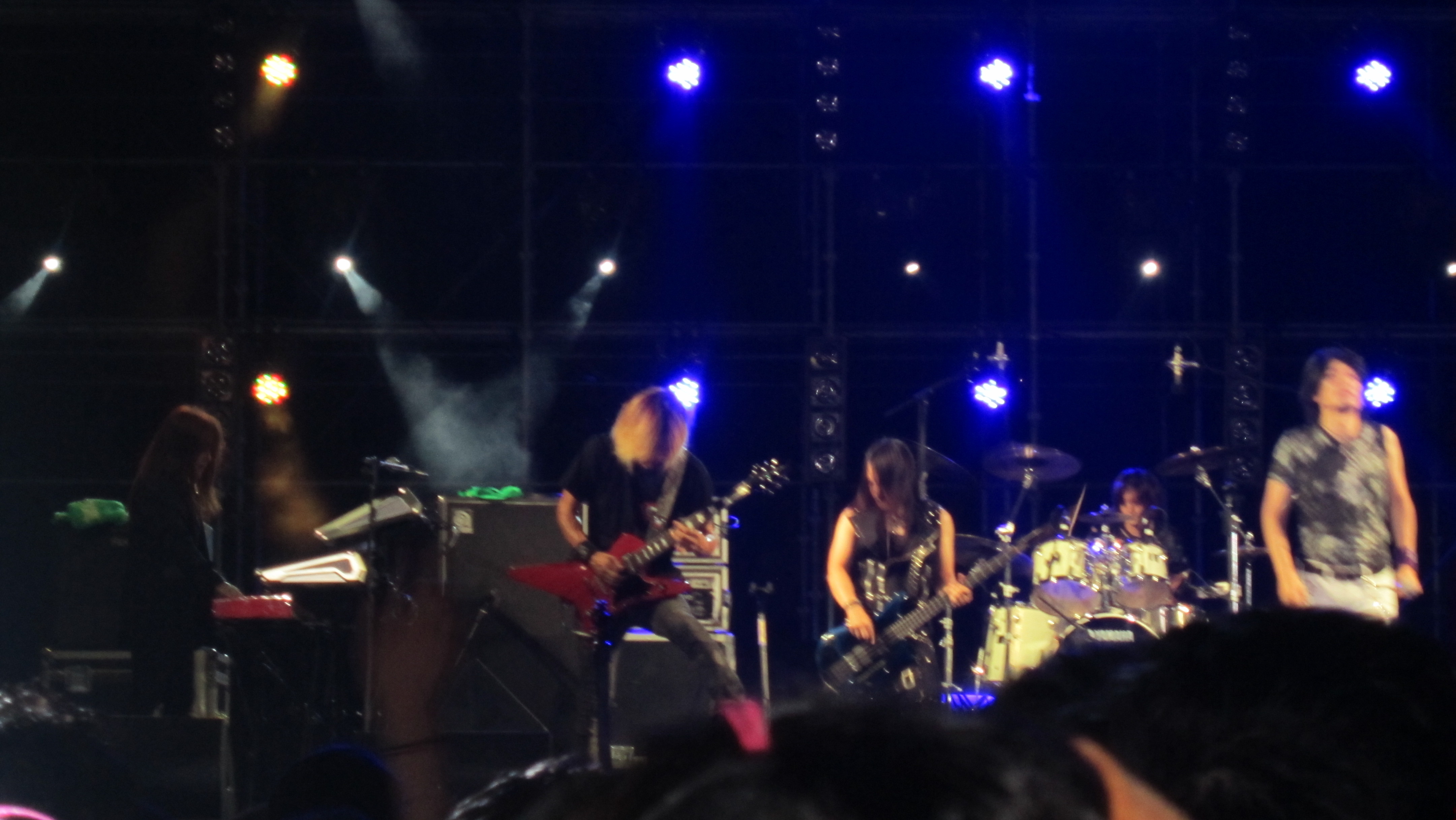
Galneryus à Busan

Le 10 octobre 2008, on apprend que le chanteur Yama-B quitte le groupe à la fin de la tournée Back to the Flag. La décision est prise durant l'enregistrement et la sortie de leur cinquième album, Reincarnation. D'après un message de Yama-B laissé aux fans sur le site officiel de Galneryus, son départ est dû à la croissance du groupe et à ses changements. Dans ce message, Yama-B déclare que c'est en raison de divergences d'opinion sur le style de musique du groupe qu'il partait. Lui et le reste de Galneryus ont tous accepté cette décision et se sont souhaités le meilleur pour la suite. Alors que Yama-B « aimait s'en tenir à un ensemble de règles et de concepts », Syu en particulier voulait abandonner un style pour s'ouvrir à de nouvelles inspirations. 
En septembre 2009, le bassiste Yu-To quitte le groupe, Sho et Taka le rejoignent officiellement. Cette composition donne sa première représentation au Loud Park Festival en 2009. La chanson de Galneryus intitulée A Far-Off Distance est utilisée comme générique de fin du film d'animation Rainbow: Nisha Rokubō no Shichinin en 2010. Le groupe sort son sixième album, Resurrection, le 23 juin 2010. Le single de Galneryus, Hunting for Your Dream, apparaît dans le second générique de fin du nouvel animé Hunter × Hunter. 

### Angel of Salvation(2011–2015)

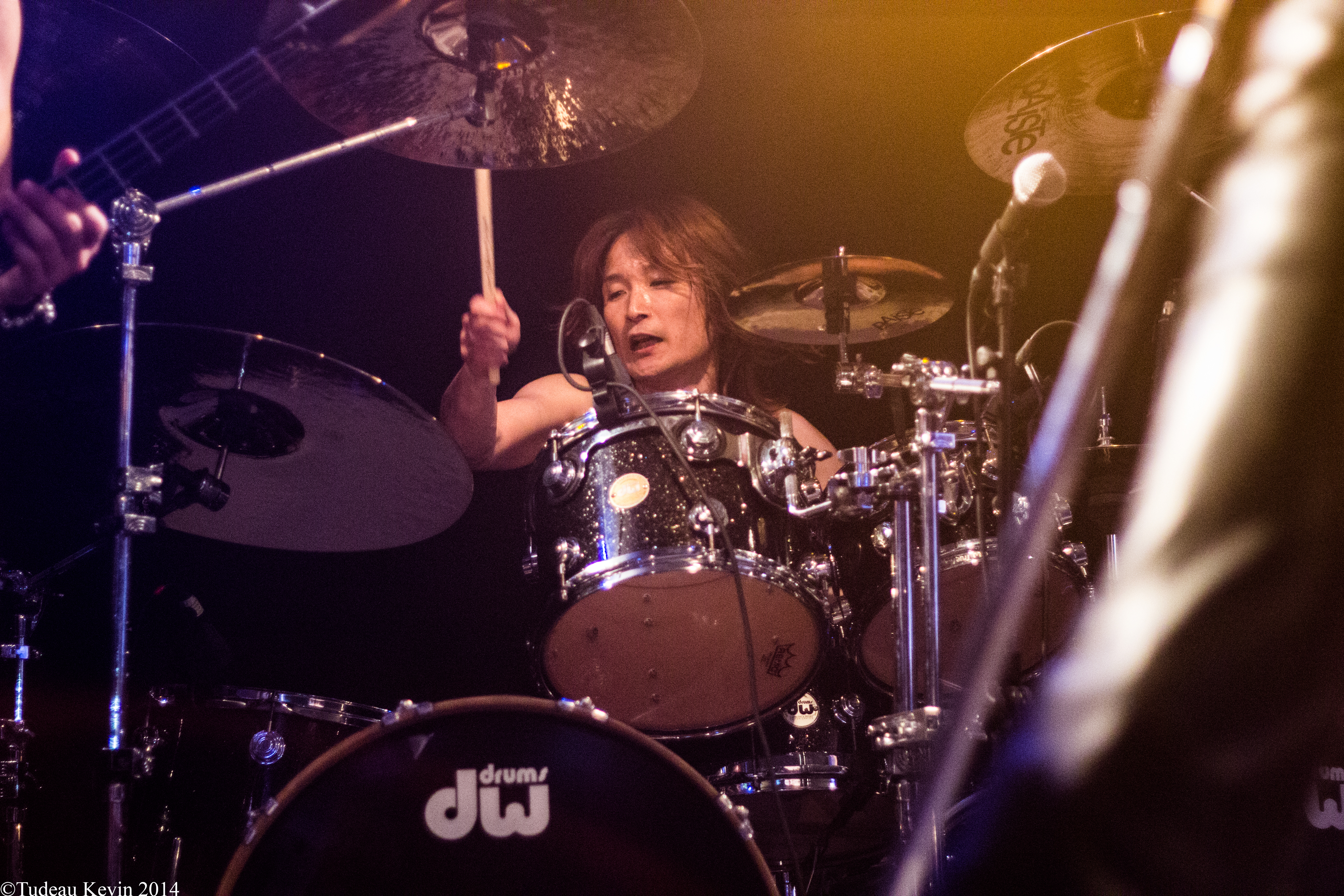
Jun-ichi, batteur pour Galneryus entre 2003 et 2016.

Le groupe publie le single en édition limitée Future Never Dies le 7 septembre 2011 et l'album Phoenix Rising le 5 octobre. Le 25 janvier 2012, ils publient l'EP Kizuna. La chanson-titre est utilisée pour jeu de pachinko Fist of the Blue Sky. Le single suivant de Galneryus, Hunting for Your Dream, est utilisée comme générique de fin pour l'anime Hunter × Hunter. La chanson solo d'Ono, Departure! est le générique d'ouverture de l'anime.
Leur huitième album, Angel of Salvation, est publié le 10 octobre 2012. Il atteint la 17e place de l'Oricon. La chanson-titre dure 14:42 minutes deux fois plus que sa version vidéo, et fait participer Akane Liv (de Liv Moon) aux chœurs. le 22 mai 2013, Galneryus publie l'album de ses propres reprises, The Ironhearted Flag Vol. 1: Regeneration Side. Il est le mieux classé en date, atteignant la 15e place. Le groupe tourne ensuite pour célébrer ses dix ans d'existence entre le 7 et le 30 juin. Le 26 mai, ils jouent au Pure Rock Japan Live 2013 ai Club Citta, avec NoGoD, Saber Tiger et Onmyo-Za. Galneryus entame sa première tournée européenne en juillet 2014. Commencée en Allemagne, cette tournée de quatre dates les emmène aussi en France, puis en Espagne pour finir.

### Derniers albums (depuis 2016)
En juin 2016, le départ du batteur Jun-ichi est annoncé, après 13 ans de service au sein du groupe. Il est remplacé par Fumiya Morishita des groupes Thousand Eyes et Undead Corporation.

## Membres

### Membres actuels
- Syu - guitare rythmique, guitare solo, chœurs (depuis 2001)
- Masatoshi « Sho » Ono (小野 正利, Ono Masatoshi?) - chant (depuis 2009)
- Taka - basse, chœurs (depuis 2009)
- Yuhki - claviers, chœurs (depuis 2003, support en 2002)
- Lea (レア)[18] - Batterie (depuis 2020)  (aussi membre du groupe 罪號人-ZYGOTE-)

### Anciens membres
- Masahiro « Yama-B » Yamaguchi (山口 将宏, Yamaguchi Masahiro?) - chant (2001-2009)
- Ryosuke « Tsui » Matsui (松井 亮介, Matsui Ryōsuke?) - basse (2003-2007)
- Yu-To ou Yuuto - basse (2007-2009) (désormais devenu Leda de Deluhi/UNDIVIDE[6]
- Junichi Satoh (佐藤 潤一, Satō Jun'ichi?) - batterie, percussions (2003-2016)
- Fumiya Morishita (森下フミヤ, Morishita Fumiya?) - batterie (2016-2020)

## Discographie

### Albums studio
- 2003 : The Flag of Punishment
- 2005 : Advance to the Fall
- 2006 : Beyond the End of Despair...
- 2007 : One for All – All for One
- 2008 : Reincarnation
- 2010 : Resurrection
- 2011 : Phoenix Rising
- 2012 : Angel of Salvation
- 2014 : Vetelgyus
- 2015 : Under the Force of Courage
- 2017 : Ultimate Sacrifice
- 2019 : Into the Purgatory
- 2020 : Union Gives Strength
- 2023 : Between Dread and Valor
- 2024 : The Stars Will Light The Way

### EP
- 2011 : Kizuna

### Singles
- 2003 : United Flag (démo)
- 2003 : Rebel Flag (démo)
- 2007 : Everlasting
- 2008 : Alsatia/Cause Disarray
- 2008 : Shining Moments
- 2010 : Beginning of the Resurrection
- 2011 : Future Never Dies
- 2012 : Hunting for Your Dream
- 2014 : Attitude to Life

### Reprises
- 2007 : Voices from the Past
- 2008 : Voices from the Past II
- 2010 : Voices from the Past III
- 2013 : The IronHearted Flag Vol. 1 : Regeneration Side
- 2013 : The IronHearted Flag Vol. 2 : Reformation Side

### Compilations
- 2009 : Best of the Braving Days
- 2009 : Best of the Awakening Days
- 2012 : Best-R

### DVD
- 2006 : Live for Rebirth
- 2008 : Live for One- Live for All
- 2010 : Live in the Moment of Resurrection
- 2012 : Phoenix Living in the Rising Sun
- 2014 : Reliving The IronHearted Flag
- 2016 : The Sense of our Lives